# Stolidosoma permutans
Stolidosoma permutans är en tvåvingeart som beskrevs av Becker 1922. Stolidosoma permutans ingår i släktet Stolidosoma och familjen styltflugor. Inga underarter finns listade i Catalogue of Life.